# 小行星7803
小行星7803（7803 Adachi）是一颗绕太阳运转的小行星，为主小行星带小行星。该小行星于1997年3月4日发现。

## 轨道参数
小行星7803的轨道半长轴为2.7882735 UA，离心率为0.0461885。